# Ana Luisa Peluffo
Ana Luisa Peluffo, nata Ana Luisa de Jesús Quintana Paz Peluffo (Querétaro, 9 ottobre 1929), è un'attrice messicana di cinema, televisione e teatro, che fece il suo debutto sullo schermo nel 1953.
Fu una delle star della cosiddetta Época de Oro del cine mexicano.

## Biografia
Fece la prima apparizione cinematografica con un piccolo ruolo nella pellicola Tarzan e le sirene, film che vede per l'ultima volta l'attore Johnny Weissmuller nel ruolo che gli diede il successo. Sebbene la storia fosse ambientata in Africa le riprese ebbero luogo nei dintorni di Acapulco. Già l'anno seguente ebbe il ruolo da protagonista nel film La venenosa con la quale iniziò una lunga e proficua carriera diventando una vera e propria star nel suo paese ed ebbe modo di interpretare anche un paio di pellicole in Italia.
Le viene attribuito il primato del primo nudo femminile della cinematografica messicana con il film La fuerza del deseo. In seguito interpretò molte commedie e melodrammi ma negli anni settanta tornò protagonista di diverse pellicole sexy.

## Filmografia parziale
- Tarzan e le sirene (Tarzan and the Mermaids), regia di Robert Florey (1948)
- Orquídeas para mi esposa, regia di Alfredo B. Crevenna (1954)
- La fuerza del deseo, regia di Miguel M. Delgado (1955)
- El seductor, regia di Chano Urueta (1955)
- La ilegítima, regia di Chano Urueta (1956)
- Besos prohibidos, regia di Rafael Baledón (1956)
- La adúltera
- Le schiave di Cartagine, regia di Guido Brignone (1957)
- Saranno uomini, regia di Silvio Siano (1957)
- La Diana cazadora, regia di Tito Davison (1957)
- Camino del mal, regia di Miguel M. Delgado (1957)
- La mujer marcada, regia di Miguel Morayta (1957)
- El aventurero, regia di Ricardo Gascón, Kenneth Hume (1957)
- Pobres millonarios, regia di Fernando Cortés (1957)
- Socios para la aventura, regia di Miguel Morayta (1958)
- Ama a tu prójimo, regia di Tulio Demicheli (1958)
- La venenosa
- El hombre que logró ser invisible, regia di Alfredo B. Crevenna (1958)
- Las señoritas Vivanco, regia di Mauricio de la Serna (1959)
- El vestido de novia, regia di Benito Alazraki (1959)
- La mujer y la bestia, regia di Alfonso Corona Blake (1959)
- Sete d'amore (Sed de amor), regia di Alfonso Corona Blake (1959)

- El lado oscuro
- Cartas a Elena, regia di Llorent Barajas (2011)

## Telenovelas
- Las momias de Guanajuato (1962)
- Hermanos Coraje (1972)
- Pobre Clara (1975)
- Juana Iris (1985)
- Un uomo da odiare (Monte calvario) (1986)
- Pobre señorita Limantour (1987)
- Il peccato di Oyuki (El pecado de Oyuki) (1988)
- Lo blanco y lo negro (1989)
- Marimar (1994)
- Lazos de amor (1996)
- Tú y yo (1996)
- María Isabel (María Isabel) (1997)
- Soñadoras (1998)
- Serafín (1999)
- Carita de ángel (2000)
- Contra viento y marea (2005)